# A Favor to a Friend
A Favor to a Friend er en amerikansk stumfilm fra 1919 af John Ince.

## Medvirkende
- Emmy Wehlen som May Worthington
- Jack Mulhall som Robert Garrison
- Hugh Fay som Danny Abbott
- Joseph Kilgour som Mark Arnold
- Effie Conley som Gloria Morning